# Francesca Eastwood
Francesca Ruth Fisher-Eastwood (Redding, 7 augustus 1993) is een Amerikaanse actrice, model, televisiepersoonlijkheid en socialite. Ze was te zien met haar familie in Mrs. Eastwood & Company, een reality-serie uitgezonden op E!.

## Leven
Eastwood werd geboren in Redding (Californië). Haar moeder is actrice Frances Fisher en haar vader is acteur en regisseur Clint Eastwood. Via haar vader heeft ze zeven halfbroers en -zussen. Haar broer Scott is ook acteur. De voorouders van haar moeder zijn Russisch-joods, Hongaars-joods en Noors. De afkomst van haar vader is Engels (helemaal terug te voeren tot de Mayflower), Iers, Schots en Nederlands.

## Filmografie
- The Stars Fell on Henrietta (1995)
- True Crime (1999)
- Mrs. Eastwood & Company (2012) - reality-serie
- Jersey Boys (2014)
- Wuthering High School (2015) - televisiefilm
- Final Girl (2015)
- Mother of All Lies (2015) - televisiefilm
- Girl Missing (2015) - televisiefilm
- Kids vs Monsters (2015)
- Heroes Reborn (2015) - tv-serie
- Outlaws and Angels (2016)
- MDMA (2017)
- M.F.A.  (2017)
- The Vault (2017)
- A Violent Separation (2019)
- Wake Up (2019)

- Biblioteca Nacional de España: XX5773228
- Gemeinsame Normdatei: 1073339777
- International Standard Name Identifier: 0000 0004 5096 5687
- Library of Congress Control Number: no2016116621
- Nederlandse Thesaurus van Auteursnamen: 41616269X
- Virtual International Authority File: 316740232
- WorldCat: E39PBJwhDrFc94qxJxvbqQRtKd